# 斑雀属
斑雀属（学名：Hypargos），是梅花雀科的一属。属下共有2种鸟类。
属下物种有：
- 朱胸斑雀
- 玫胸斑雀